# Monticelli d'Ongina
Monticelli d'Ongina är en ort och kommun i provinsen Piacenza i regionen Emilia-Romagna i Italien. Kommunen hade 5 241 invånare (2018).